# Ћорковићи
Ћорковићи су насељено мјесто у Босни и Херцеговини у општини Котор Варош, ентитет Република Српска. Према попису становништва из 1991. у насељу је живјело 175 становника.

## Географија
Село се налази под обронцима планине Влашић, а удаљено је око 40 km од Котор Вароши.

## Становништво
| Националност       | 1991. | 1981. | 1971. |
| Срби               | 175   |       |       |
| остали и непознато |       |       |       |
| Укупно             | 175   | '     | '     |

| Демографија- | Демографија- | Демографија- |
| Година       | Становника   | Становника   |
| ------------ | ------------ | ------------ |
| 1981.        | 0            |              |
| 1991.        | 176          |              |